# Salles-sous-Bois
Salles-sous-Bois ist eine französische Gemeinde mit 214 Einwohnern (Stand: 1. Januar 2022) im Département Drôme in der Region Auvergne-Rhône-Alpes; sie gehört zum Arrondissement Nyons und zum Kanton Grignan. 

## Geographie
Der Ort liegt etwa 65 Kilometer südlich von Valence.
Nachbargemeinden von Salles-sous-Bois sind Aleyrac im Norden, Taulignan im Osten, Grignan im Süden und Westen sowie Montjoyer im Westen und Nordwesten.

## Bevölkerungsentwicklung
| Jahr                       | 1962 | 1968 | 1975 | 1982 | 1990 | 1999 | 2006 | 2013 |
| -------------------------- | ---- | ---- | ---- | ---- | ---- | ---- | ---- | ---- |
| Einwohner                  | 151  | 114  | 129  | 135  | 146  | 190  | 205  | 172  |
| Quellen: Cassini und INSEE |      |      |      |      |      |      |      |      |

## Sehenswürdigkeiten
- protestantische Kirche
- katholische Kirche Sainte-Anne
- Kapelle Notre-Dame-de-la-Paix

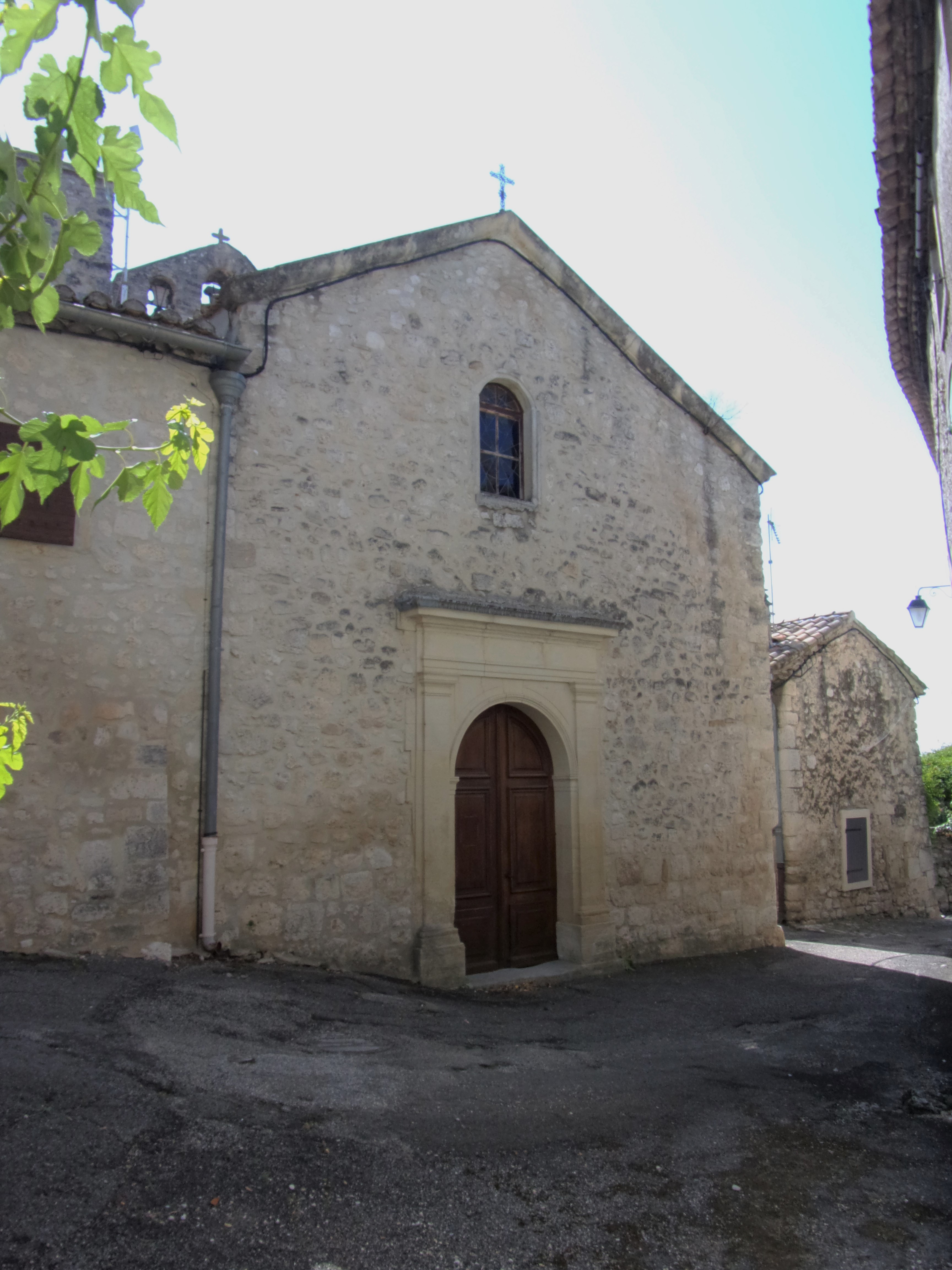
Kirche Sainte-Anne
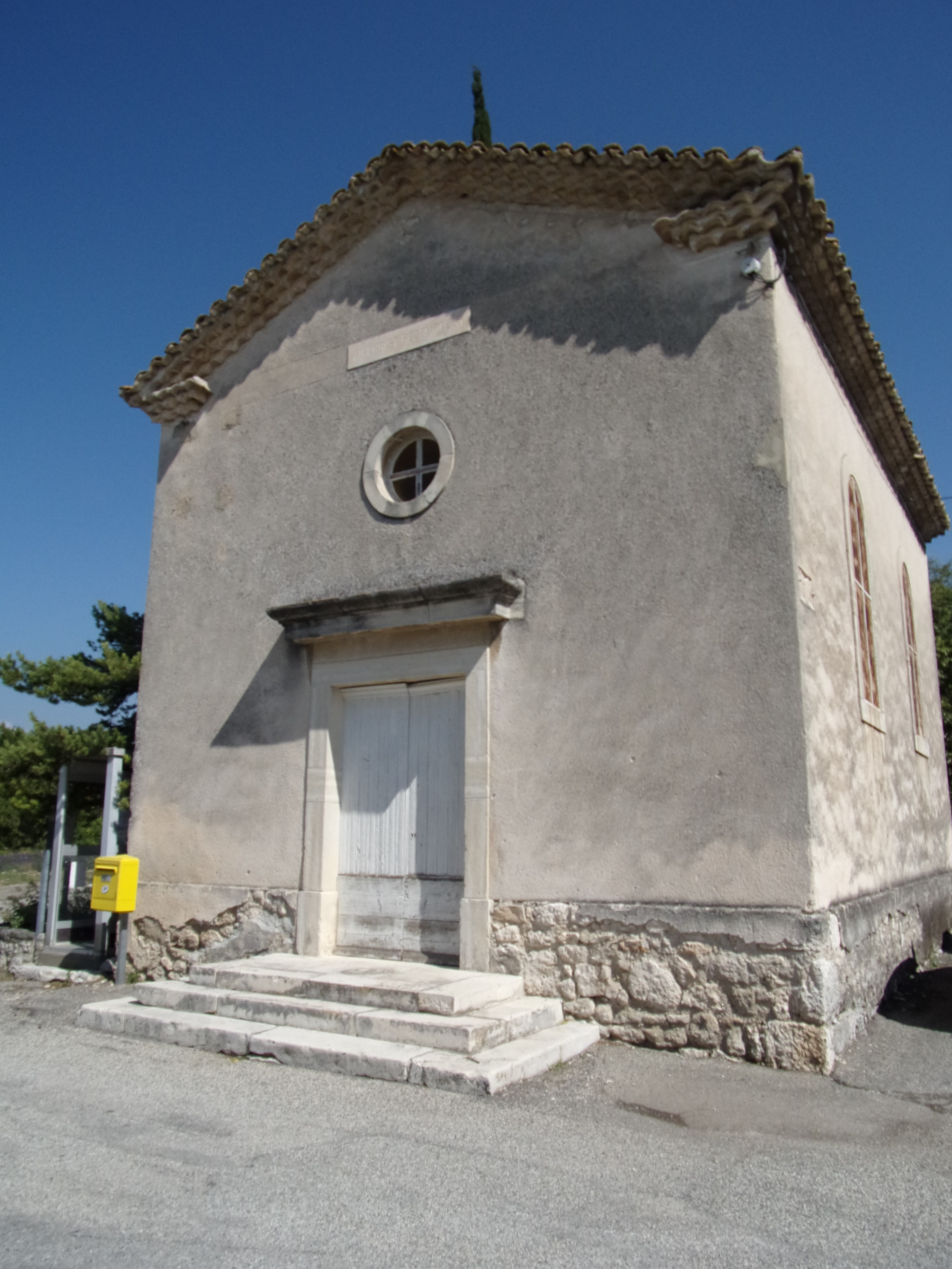
Protestantische Kirche